# Coupe d'Europe des épreuves combinées 2005
Navigation
CE des épreuves combinées 2004 CE des épreuves combinées 2006
La 23e Coupe d'Europe d'épreuves combinées s'est déroulée les 2 et 3 juillet 2005. La Super Ligue a eu lieu à Bydgoszcz en Pologne, tandis que les épreuves de première et deuxième divisions ont eu lieu respectivement à Jyväskylä en Finlande, et à Maribor en Slovénie.
La compétition, organisée sous l'égide de l'Association européenne d'athlétisme, a été remportée par l'Estonie chez les hommes et la Biélorussie chez les femmes.

## Résultats

### Individuels
| Rang | Pays    | Athlète            | Performance |
| ---- | ------- | ------------------ | ----------- |
| 1    | Estonie | Mikk Pahapill      | 8149 pts    |
| 2    | Russie  | Nikolay Tishchenko | 7767 pts    |
| 3    | Espagne | David Gómez        | 7698 pts    |
| 4    | Italie  | Marzio Viti        | 7577 pts    |
| 5    | Estonie | Madis Kallas       | 7556 pts    |
| 6    | Pologne | Łukasz Płaczek     | 7488 pts    |
| 7    | France  | Damien Camberlein  | 7487 pts    |
| 8    | Russie  | Mikhail Logvinenko | 7487 pts    |

| Rang | Pays        | Athlète               | Performance |
| ---- | ----------- | --------------------- | ----------- |
| 1    | Biélorussie | Tatyana Alisevich     | 6173 pts    |
| 2    | Pays-Bas    | Yvonne Wisse          | 6026 pts    |
| 3    | Russie      | Diana Koritskaya      | 5981 pts    |
| 4    | Pologne     | Magdalena Szczepańska | 5937 pts    |
| 5    | Allemagne   | Silke Bachmann        | 5921 pts    |
| 6    | Ukraine     | Yuliya Akulenko       | 5915 pts    |
| 7    | Finlande    | Tiia Hautala          | 5889 pts    |
| 8    | Russie      | Yuliya Ignatkina      | 5852 pts    |

### Par équipes
| Rang | Pays      | Athlètes | Performance |
| ---- | --------- | --- | ----------- |
| 1    | Estonie   | Mikk Pahapill (8149 pts) Madis Kallas (7556 pts) Andres Raja (7434 pts) Päärn Brauer (7196 pts)                     | 23139 pts   |
| 2    | Russie    | Nikolay Tishchenko (7767 pts) Mikhail Logvinenko (7487 pts) Andrey Kharlamov (7457 pts) Nikolay Khrenkov (7352 pts) | 22711 pts   |
| 3    | Espagne   | David Gómez (7698 pts) Agustín Félix (7431 pts) Francisco José Caro (7353 pts) Marc Magrans (DNS)                   | 22482 pts   |
| 4    | Italie    | Marzio Viti (7577 pts) William Frullani (7387 pts) Luca Ceglie (7308 pts) Paolo Mottadelli (6492 pts)               | 22272 pts   |
| 5    | France    | Damien Camberlein (7487 pts) Nicolas Moulay (7420 pts) Julien Choffart (7297 pts) Lionel Marceny (6606 pts)         | 22204 pts   |
| 6    | Pologne   | Łukasz Płaczek (7488 pts) Michał Modelski (7359 pts) Daniel Grabowski (7343 pts) Michał Chalabala (7330 pts)        | 22190 pts   |
| 7    | Allemagne | Jacob Minah (7453 pts) Marek Gorlich (7441 pts) Steffen Fricke (7142 pts) Pascal Behrenbruch (6977 pts)             | 22036 pts   |

| Rang | Pays        | Athlètes | Performance |
| ---- | ----------- | --- | ----------- |
| 1    | Biélorussie | Tatyana Alisevich (6173 pts) Tatyana Zhevnova (5776 pts) Vera Yepimashka (5677 pts) Marina Malashytska (5393 pts) | 17626 pts   |
| 2    | Ukraine     | Yuliya Akulenko (5915 pts) Hanna Melnychenko (5809 pts) Lyudmyla Yosypenko (5782 pts) Maryna Bryuhach (4699 pts)  | 17506 pts   |
| 3    | Russie      | Diana Koritskaya (5981 pts) Yuliya Ignatkina (5852 pts) Alena Ivleva (5650 pts) Natalya Roshchupkina (DNS)        | 17487 pts   |
| 4    | Finlande    | Tiia Hautala (5889 pts) Niina Kelo (5808 pts) Maija Kovalainen (5638 pts) Salla Käppi (DNS)                       | 17335 pts   |
| 5    | Allemagne   | Silke Bachmann (5921 pts) Maike Goldkuhle (5705 pts) Kathrin Geisler (5663 pts) Annelie Schrader (5466 pts)       | 17289 pts   |
| 6    | Pologne     | Mag. Szczepańska (5937 pts) Beata Łukaszewska (5608 pts) Ewa Nowakowska (5567 pts) Beata Lewicka (5455 pts)       | 17112 pts   |
| 7    | Royaume-Uni | Julie Hollman (5765 pts) Fiona Harrison (5754 pts) Roslyn Gonse (5465 pts) Louise Hazel (5212 pts)                | 16984 pts   |
| 8    | Pays-Bas    | Yvonne Wisse (6026 pts) Remona Fransen (5238 pts) Eva Van-der-Poel (5015 pts) Naomi Schellekens (5000 pts)        | 16279 pts   |

## Première division
Chez les hommes, la Hongrie s'impose avec 22879 points, devant la Finlande (22771 points).
Chez les femmes, l’Estonie s'impose avec 17070 points, devant la Suède (16988 points).